# Agon (Spiel)

Agon Spielbrett mit anfänglicher Aufstellung. In dieser Darstellung sind Wächter als Kreise, Königinnen als Sechsecke und der Thron als Stern markiert.

Agon (auch bekannt als Queen’s Guard, Queen’s Guards, Royal Guards) ist ein Strategiespiel für zwei Spieler und wird auf einem 6³ hexagonalen Spielfeld gespielt.
Es ist möglich, dass Agon eins der ältesten Brettspiele ist, die auf einem hexagonalen Spielfeld gespielt werden. Erstmals erschien das Spiel in Frankreich im späten 18. Jahrhundert. Seinen höchsten Bekanntheitsgrad erlangte das Spiel ein Jahrhundert später im viktorianischen Großbritannien, wo es aufgrund seiner einfachen Regeln und doch komplexen Strategie beliebt war.

## Spielweise
Jeder Spieler hat eine Königin und sechs Wächter. Beide Spieler einigen sich auf denjenigen, der anfängt, danach wird alternierend weitergespielt. In jeder Runde ist es einem Spieler möglich, einen seiner Spielsteine zu bewegen. Ziel des Spiels ist es, die eigene Königin auf das zentrale Feld (den Thron) zu ziehen und sie mit ihren sechs Wächtern zu umgeben.

### Züge
Das Spielbrett kann als eine Reihe von konzentrischen Ringen aus Hexfeldern angesehen werden (markiert durch alternierende Farben). Jede Spielfigur bewegt sich jeweils einen Schritt je Runde. Die Bewegung kann dabei entweder seitwärts im eigenen Ring erfolgen oder auf den nächsten Ring und somit näher zum Thron. Dafür muss das Feld, das betreten werden soll, leer sein. Das Thronfeld kann nur von der Königin betreten werden.

### Schlagen der Spielfiguren
Eine Spielfigur gilt als geschlagen, wenn sie beiderseitig in einer geraden Linie von gegnerischen Figuren umgeben ist. Der Spieler der geschlagenen Figur muss dann seinen nächsten Zug dazu nutzen, die geschlagene Figur zu verlagern:
- Ist die geschlagene Figur ein Wächter, muss der Spieler die Figur auf ein freies Feld seiner Wahl des äußeren Rings platzieren.
- Ist die geschlagene Figur die Königin, muss der Spieler sie auf ein beliebiges freies Feld platzieren mit Ausnahme des Thrones.[note 1]

Sollten innerhalb eines Zuges mehr als eine Figur geschlagen werden, muss der jeweilige Spieler sämtliche Figuren innerhalb eines Zuges bewegen. Wenn eine der geschlagenen Figuren die Königin war, so muss diese zuerst bewegt werden. Geschlagene Wächter können in beliebiger Reihenfolge bewegt werden.

### Weitere Regeln
- Umstellt ein Spieler ein leeres Thronfeld mit seinen Wächtern, so ist keinem Spieler möglich, das Spiel zu gewinnen, sodass dieser Spieler das Spiel verliert.
- Es ist nicht erlaubt, eine Spielfigur auf ein freies Feld zu ziehen, wenn das Zielfeld von zwei gegnerischen Figuren in einer geraden Linie umstellt ist.
- Wenn ein Spieler eine seiner Figuren berührt, muss diese auch gespielt werden. Andernfalls wird der Zug verworfen.

## Variationen
In einer Variante beginnt das Spiel mit ausschließlich zwei Königinnen auf den jeweils gegenüberliegenden Ecken des Spielfelds. Die Spieler platzieren dann nacheinander ihre Wächter auf ein beliebiges freies Feld (mit Ausnahme des Thrones). Sobald alle zwölf Wächter auf dem Spielfeld platziert sind, wird mit den normalen Spielregeln fortgefahren.

## Veröffentlichungen
- Eugene Provenzos Buch Favorite Board Games You Can Make and Play enthält detaillierte gives detailed plans for making Agon sets. Versions of Agon are published by Waddingtons Games, House of Marbles and Kruzno.